# Kreisgericht (DDR)

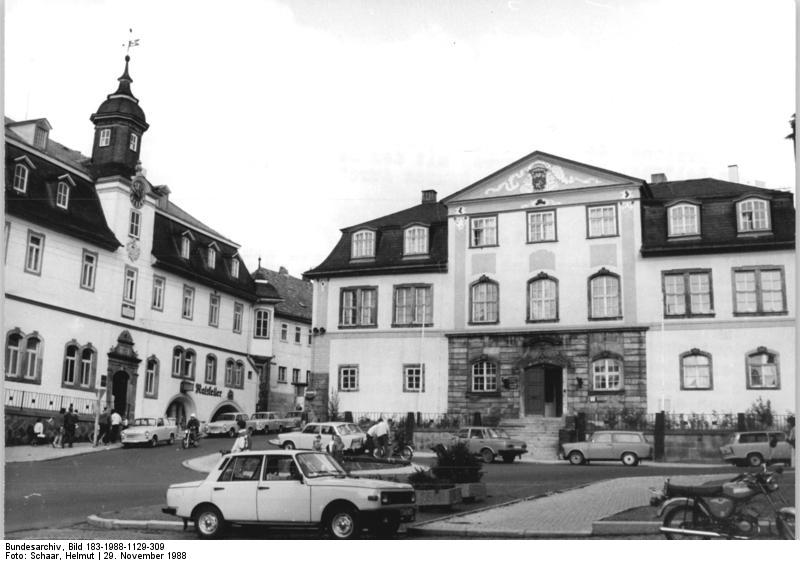
Kreisgericht Ilmenau (1988)

Das Kreisgericht war von 1952 bis 1990 in der DDR (und noch bis
Ende 1992 in den neuen Bundesländern) ein Gericht der ordentlichen Gerichtsbarkeit erster Instanz.

## Entstehung
Am 4. September 1945 wurde in der SBZ der SMAD-Befehl Nr. 49 über die Reorganisation des Gerichtswesens erlassen. Es sollten diejenigen Gerichte wiederhergestellt werden, die am 30. Januar 1933 bestanden hatten. Das Kontrollratsgesetz Nr. 4 vom 30. Oktober 1945 bestätigte diese Regelung. Dies waren als Eingangsgerichte die Amtsgerichte.
Nach Bildung der DDR wurde durch sechs Verordnungen zur Änderung von Gerichtsbezirken die Gerichtsorganisation an die bestehenden Stadt- und Landkreise angepasst. Mit der Verwaltungsreform von 1952 wurden die Länder in der DDR aufgehoben und durch Bezirke ersetzt. Gleichzeitig wurden die bestehenden Gerichte aufgehoben. An Stelle der Amtsgerichte traten nun die Kreisgerichte.
Die neugeschaffenen Kreisgerichte übernahmen nur die Aufgaben der streitigen Gerichtsbarkeit. Die freiwillige Gerichtsbarkeit wurde nun von verschiedenen anderen Behörden wahrgenommen. Die Räte der Kreise, Städte und Stadtkreise übernahmen Vormundschafts- und Pachtschutzsachen sowie die Führung der Grundbücher und Handels- und Genossenschaftsregister. Die Volkspolizeikreisämter erhielten die Führung der Vereinsregister und die jeweiligen Staatlichen Notariate die Testaments- und Nachlasssachen.

## Die Kreisgerichte
Grundsätzlich bestand für jeden Landkreis sowie für jeden Stadtkreis bzw. – soweit vorhanden – für jeden Stadtbezirk ein Kreisgericht. Mitte der 1980er-Jahre gab es 225 Kreisgerichte, nämlich
- 181 für Landkreise
- 12 für Stadtkreise (Rostock, Schwerin, Potsdam, Frankfurt/Oder, Schwedt/Oder, Cottbus, Halle/Saale,[6] Halle-Neustadt, Dessau, Gera, Jena, Zwickau)
- 10 gemeinschaftlich für Stadt- und Landkreise (Suhl,[7] Neubrandenburg,[8] Greifswald,[9] Weimar,[10] Stralsund, Wismar, Brandenburg/Havel, Eisenhüttenstadt, Görlitz, Plauen[11])
- 22 für Stadtbezirke (7 in Leipzig, 5 in Dresden, 4 in Magdeburg, je 3 in Erfurt und Karl-Marx-Stadt).

Dazu kamen auf gleicher Ebene die 11 Stadtbezirksgerichte in Berlin.
Benannt waren die Kreisgerichte stets nach ihrem Kreis (bzw. Stadtbezirk), auch wenn sie ihren Sitz nicht in der namensgebenden Kreisstadt hatten (Kreisgerichte Lübz in Plau, Gransee in Zehdenick, Calau in Lübbenau, Jessen in Annaburg, Geithain in Bad Lausick, Flöha in Oederan, Sebnitz in Neustadt) oder der Kreisname gar keine Stadt bezeichnete (Kreisgerichte Rügen in Bergen, Saalkreis in Halle).
Jedes Kreisgericht wurde von einem Direktor geleitet. 1989 waren bei den Kreisgerichten insgesamt 1111 Richter tätig; über die Hälfte davon waren Frauen. Die Rechtsprechung wurde durch Kammern ausgeübt, die in den Verhandlungen mit einem hauptberuflichen Richter und zwei Schöffen besetzt waren. Außerdem bestanden bei den Kreisgerichten unentgeltliche Rechtsauskunftsstellen.
Die Zuständigkeit der Kreisgerichte erstreckte sich auf die Gebiete des Zivil-, Familien- und Strafrechts. 1963 wurden die Kreisarbeitsgerichte abgeschafft und an den Kreisgerichten Kammern für Arbeitsrecht gebildet, damit kam die Verantwortlichkeit für Fälle des Arbeitsrechts hinzu. Erst in der Endphase der DDR kam auch das Verwaltungsrecht hinzu (nach dem Enumerationsprinzip). Sie waren Eingangsinstanz; daneben entschieden sie über Einsprüche gegen Entscheidungen der gesellschaftlichen Gerichte (Konflikt- und Schiedskommissionen). Gegen Urteile des Kreisgerichts gab es als Rechtsmittel zum Bezirksgericht die Berufung (durch die Parteien) und den Protest (durch den Staatsanwalt), gegen Beschlüsse die Beschwerde; bereits rechtskräftige Entscheidungen konnten im Kassationsverfahren durch das Bezirksgericht oder das Oberste Gericht aufgehoben werden.

## Rechtsgrundlagen
- Gesetz über die Verfassung der Gerichte der Deutschen Demokratischen Republik (Gerichtsverfassungsgesetz) vom 2. Oktober 1952 im Gesetzblatt der DDR, Teil I Nr. 141 vom 9. Oktober 1952, S. 983ff., Digitalisat. (insbes. §§ 38–45)
- Gerichtsverfassungsgesetz 1959 (§§ 50–56)
- Gesetz über die Verfassung der Gerichte der Deutschen Demokratischen Republik (Gerichtsverfassungsgesetz) vom 17. April 1963 im Gesetzblatt der DDR, Teil I Nr. 4 vom 25. April 1963, S. 45ff., Digitalisat. (§§ 36–43)
- Gesetz über die Verfassung der Gerichte der Deutschen Demokratischen Republik vom 27. September 1974 (Gerichtsverfassungsgesetz) im Gesetzblatt der DDR, Teil I Nr. 48 vom 2. Oktober 1974, S. 457ff., Digitalisat. (§§ 22–28)

Die Aktenführung richtete sich nach der Aktenordnung für die Kreis- und Bezirksgerichte vom 3. Mai 1957, später nach der Ordnung über die Verwaltung von Verfahrensakten bei den Kreis- und Bezirksgerichten (Verfahrensaktenordnung – ѴАО) vom 14. November 1975 bzw. vom 29. November 1982.

## Aufhebung
Zum 1. Juli 1990 wurde im Zusammenhang mit der neuen Kommunalverfassung anstelle der 22 Kreisgerichte in den Stadtbezirken jeweils ein einziges Kreisgericht in den fünf betreffenden Großstädten errichtet.
In Gesetzen der neu gebildeten Länder wurden die Kreisgerichte 1992/93 endgültig aufgehoben und an ihrer Stelle wieder Amtsgerichte gebildet:
- in Mecklenburg-Vorpommern mit dem Gerichtsorganisationsgesetz vom 10. Juni 1992[18] zum 1. Juli 1992,
- in Sachsen-Anhalt mit dem Ausführungsgesetz des Landes Sachsen-Anhalt zum Gerichtsverfassungsgesetz vom 24. August 1992[19] zum 1. September 1992,
- in Sachsen mit dem Sächsischen Gerichtsorganisationsgesetz vom 30. Juni 1992[20] zum 1. Januar 1993,
- in Thüringen mit dem Thüringer Gesetz zur Überleitung der ordentlichen Gerichtsbarkeit vom 16. August 1993[21] zum 1. September 1993,
- in Brandenburg mit dem Gesetz zur Neuordnung der ordentlichen Gerichtsbarkeit und zur Ausführung des Gerichtsverfassungsgesetzes im Land Brandenburg vom 14. Juni 1993[22] zum 1. Dezember 1993.